# نفاق (إسلام)
النفاق في اللغة العربية هو إظهار الإنسان غير ما يبطن، وأصل الكلمة من النفق الذي تحفره بعض الحيوانات كالأرانب وتجعل له فتحتين أو أكثر فإذا هاجمها عدوها ليفترسها خرجت من الجهة الأخرى، وسمي المنافق بهِ لأنه يجعل لنفسهِ وجهين يظهر أحدهما حسب الموقف الذي يواجهه.

## النفاق في المفهوم الإسلامي
يقسم الإسلام النفاق إلى نوعين هما:
- نفاق اعتقادي: وهو النفاق الأكبر الذي يظهر صاحبه الإسلام ويبطن الكفر. وهذا النوع مخرج من الإسلام وصاحبه مخلد في الدرك الأسفل من النار لقول القرآن: «﴿إِنَّ الْمُنَافِقِينَ فِي الدَّرْكِ الْأَسْفَلِ مِنَ النَّارِ وَلَنْ تَجِدَ لَهُمْ نَصِيرًا ۝١٤٥﴾»(سورة النساء)

ويقول عنهم القرآن أيضاً: 
(سورة البقرة).
وممن اشتهر بالنفاق في التاريخ الإسلامي هو عبد الله بن أبي ابن سلول.
- نفاق عملي: وهو النفاق الأصغر، وهو عمل شيء من أعمال المنافقين مع بقاء الإيمان في القلب، وهذا لا يخرج صاحبهُ من الإسلام، وهو يكون فيه إيمان ونفاق وإذا كثر صار بسببه منافقاً خالصاً. لقول النبي محمد: «أربع من كن فيه كان منافقاً خالصاً ومن كانت فيه خصلة منهن كانت فيه خصلة من النفاق حتى يدعها، إذا اؤتمن خان، وإذا حدث كذب، وإذا عاهد غدر، وإذا خاصم فجر». فمن أجتمعت فيه هذهِ الخصال فقد أصبح منافقا، ومن كانت فيهِ واحدة منها صار فيه خصلة من النفاق.

### مواقف المنافقين مع النبي محمد
1. قالت عائشة زوجة النبي صلى الله عليه وسلم عن دور ابن سلول في حادثة الإفك: «وكان كبر ذلك عند عبد الله بن أبى بن سلول في رجال من الخزرج مع الذي قال مسطح وحمنة بنت جحش، وذلك أن أختها زينب بنت جحش كانت عند رسول الله صلى الله عليه وسلم، ولم تكن من نسائه امرأة تناصيني في المنزلة عنده غيرها، فأما زينب فعصمها الله تعالى بدينها فلم تقل إلا خيرا وأما حمنة بنت جحش، فأشاعت من ذلك ما أشاعت، تضادني لأختها، فشقيت بذلك».[3]
2. قال ابن إسحاق: «حتى إذا كانوا بالشوط بين المدينة وأحد، انخزل عنه عبد الله بن أبى بن سلول بثلث الناس، وقال: أطاعهم وعصاني، ما ندري علام نقتل أنفسنا هاهنا أيها الناس، فرجع بمن اتبعه من قومه من أهل النفاق والريب».[4]

### أسماء المنافقين
أسماء المنافقين جميعاً ليست معروفة -باستثناء ابن سلول- لعدم ورودها في النصوص الشرعية، فقد أطلع الله النبي محمد صلى الله عليه وسلم بأسمائهم، وأعلم النبي محمد صلى الله عليه وسلم حذيفة بن اليمان على أسمائهم كما ذكر ابن حديدة: «كان حذيفة من كبار أصحاب رسول الله صلى الله عليه وسلم وهو الذي بعثه يوم الخندق ينظر إلى قريش فجاء بخبر رحيلهم، وكان أسر إليه أسماء المنافقين فكان عمر يسأله عنهم وهو معروف في الصحابة بصاحب السر، وكان عمر في خلافته ينظر إليه عند موت من يموت فإن لم يشهد جنازته حذيفة لم يشهدها عمر».

## بواعث النفاق
1. إبطان الكفر وكراهية الإسلام.
2. كون المنافق يعيش في مجتمع مسلم.
3. ضعف المنافق عن مواجهة المسلمين بعقيدته الحقيقة.[6]

## أهداف النفاق
1. حصول المنافق على المصالح المادية.
2. الحصول على الجاه والمكانة الرفيعة في المجتمع المسلم.
3. كون النفاق وسيلة لغايات متعددة كالمناصب العليا وتحقيق مخططاتهم.
4. حماية أنفسهم وأموالهم؛ لأنهم بإسلامهم يكونون قد عصموا دمائهم وأموالهم.
5. نشر الرذيلة في المجتمع المسلم.[7]

## صفات المنافقين
1. التذبذب.
2. التكاسل عن أداء العبادات.
3. الكذب.
4. قسوة القلب.
5. نظرتهم المحدودة.
6. التحاكم إلى القوانين الوضعية.
7. التجسس على المسلمين.
8. تخذيل المسلمين.
9. الطعن في الإسلام.
10. إفساد المجتمع.
11. اليأس من رحمة الله.[8]